# (73695) 1991 RL17
(73695) 1991 RL17 – planetoida z pasa głównego asteroid okrążająca Słońce w ciągu 3,77 lat w średniej odległości 2,42 j.a. Odkryta 11 września 1991 roku.